# Espartogräs
Espartogräs eller alfagräs (Stipa tenacissima) är en art i familjen gräs. Det är flerårigt och odlas i nordvästra Afrika och södra Spanien. Det används bland annat som råmaterial för rep och korgflätning. Skotypen espadriller görs av espartogräs.
Växten, som kan nå en höjd av 3 – 4 m, har smala, styva hoprullade blad. Den skördas på våren, då huvudsakligen de ettåriga bladen plockas av, läggs i saltvatten, torkas och solbleks. Genom detta förfaringssätt blir bladen mera elastiska och sega och bearbetas på samma sätt som t.ex. hampa.
Under beteckningen esparto går även bladen av ett annat gräs, Lygeum spartum, s.k. esparto basto, och har liknande användning som äkta esparto.

## Espartopapper
Espartofibrer används också i papperstillverkning. De ger ett papper av hög kvalitet som är vanligt i böcker. Första användningen i Storbritannien var 1850. Det kombineras vanligen med 5 till 10 procent trämassa.

## Externa länkar

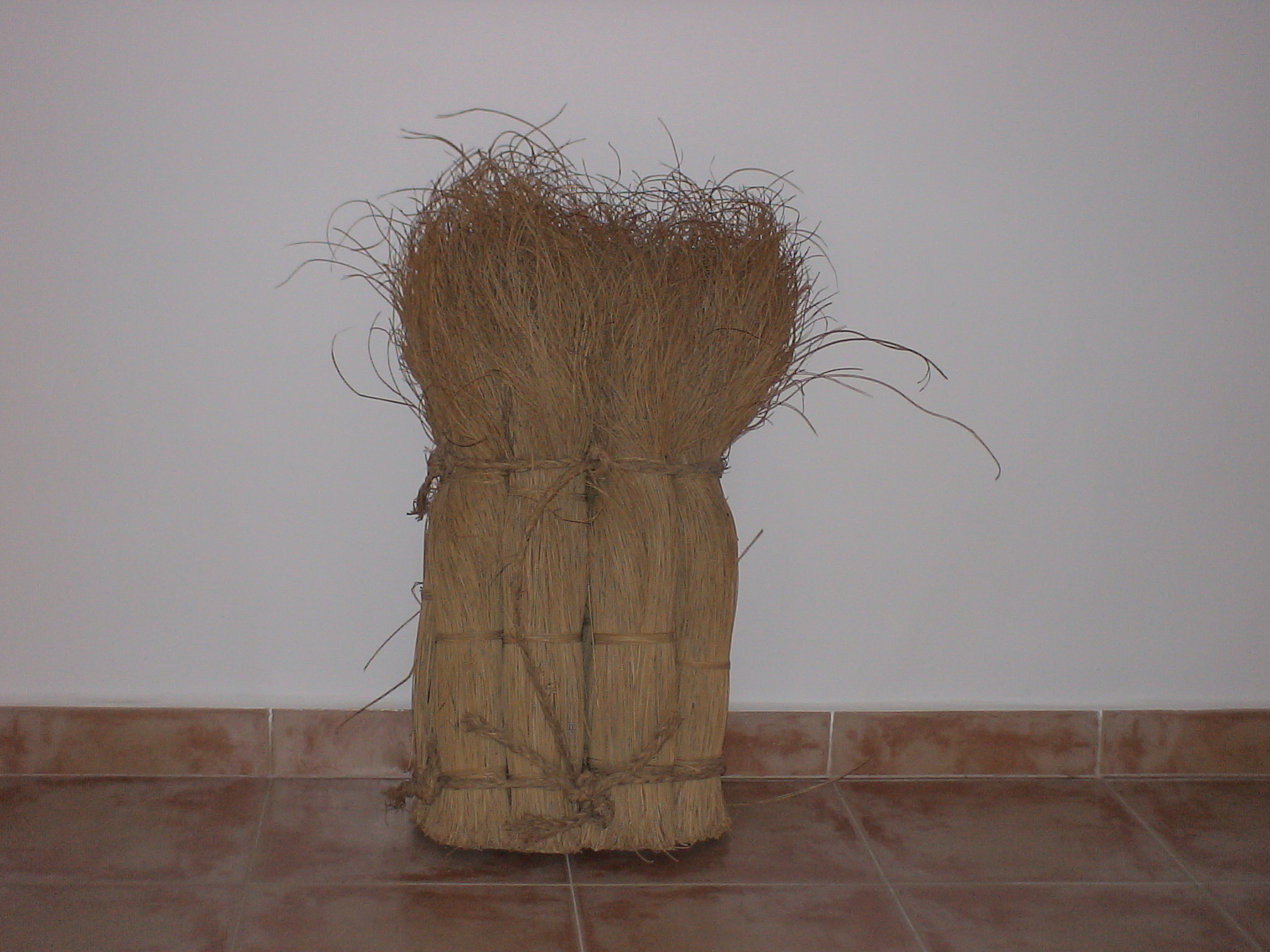
Esparto som är klart att användas i hantverk.